# Archiearis infans
Archiearis infans är en fjärilsart som beskrevs av Heinrich Benno Möschler 1862. Archiearis infans ingår i släktet Archiearis och familjen mätare. Inga underarter finns listade i Catalogue of Life.

## Bildgalleri

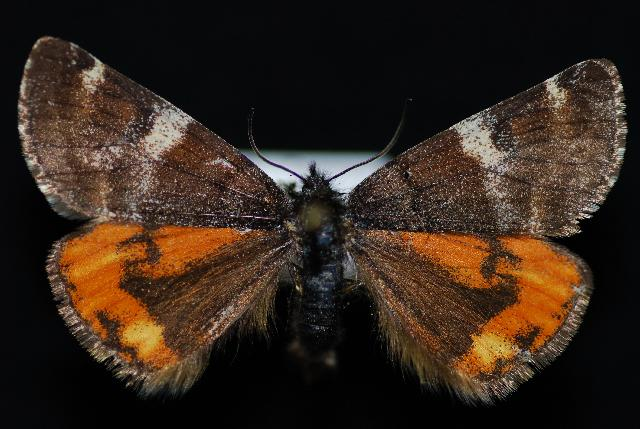
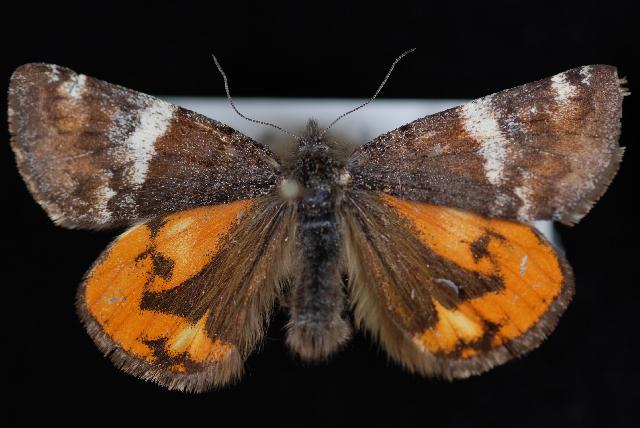
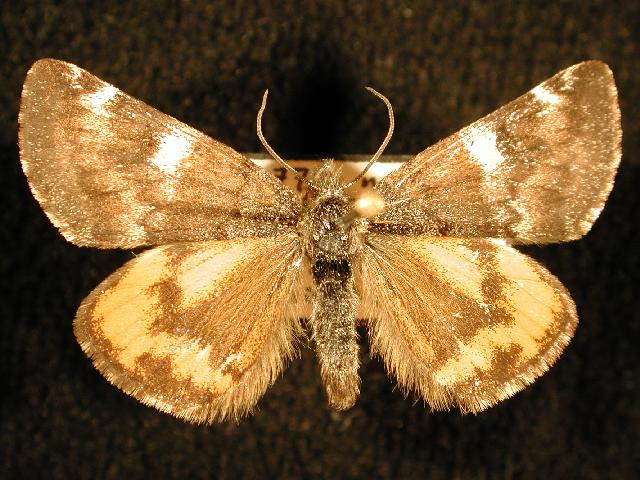
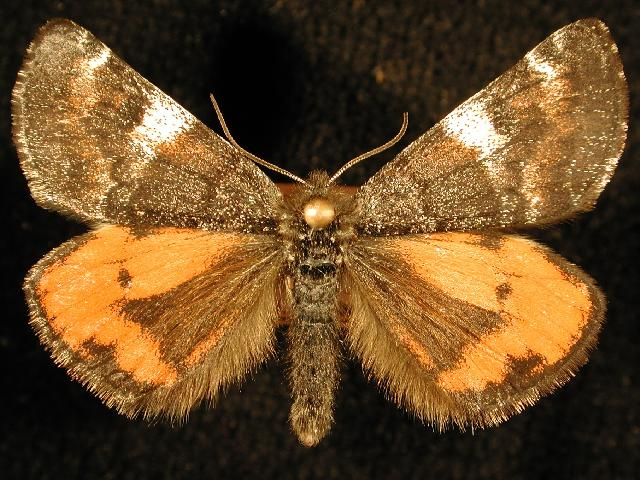
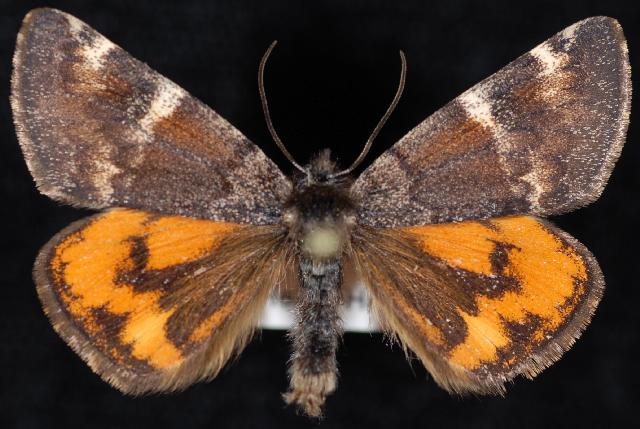
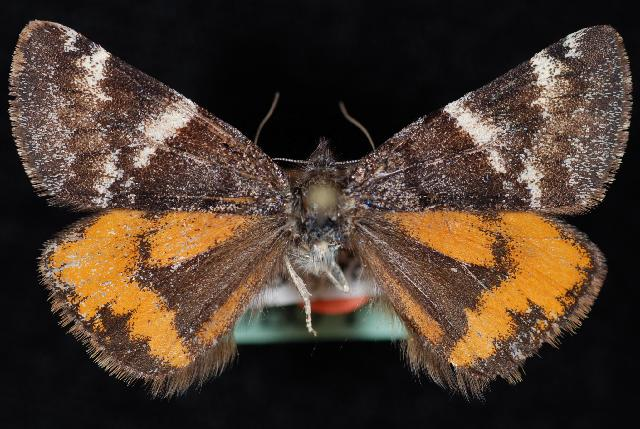